# Ratsirakia legendrei
Genre
Espèce
Statut de conservation UICN

 DD  : Données insuffisantes
Ratsirakia legendrei, unique représentant du genre Ratsirakia, est une espèce de poissons d'eau douce de la famille des Eleotridae. Elle est endémique de Madagascar. 

## Systématique
Cette espèce a été décrite par Jacques Pellegrin en 1919 sous le protonyme de Eleotris legendrei.

## Étymologie
Le nom du genre Ratsirakia a été donné en l'honneur de Didier Ratsiraka, président de la République malgache (de 1975 à 1993, puis de 1997 à 2002), pays où cette l'espèce est endémique.
Son nom spécifique, legendrei, lui a été donné en l'honneur de Jean Legendre, physicien à la French Colonial Troops, qui a fourni des détails intéressants sur la biologie de cette espèce.

## Publication originale
- Jacques Pellegrin, « Sur les Eleotris des eaux douces de Madagascar. Description d'une espèce nouvelle », Bulletin de la Société Zoologique de France, Paris, vol. 44,‎ 8 juillet 1919, p. 266-271 (lire en ligne, consulté le 20 août 2020).